# Vojaška akademija Združenih držav Amerike
Vojaška akademija Združenih držav Amerike (angleško United States Military Academy (USMA); tudi West Point) je vojaška akademija Združenih držav Amerike in bivša vojaška postojanka. Leži na zahodnem bregu reke Hudson približno 80 kilometrov severno od New Yorka in zavzema površino 65 km². Utrdba je bila prvič naseljena leta 1778 in je tako najstarejša stalno naseljena utrdba v ZDA.

## Zgodovina
Vojaška postojanka v West Pointu je imela velik strateški pomen. Če bi jo Angleži zaradi Arnoldovega izdajstva osvojili, bi imeli odprto rečno in jezersko pot na sever v Kanado. Že dvakrat prej so poskušali zavarovati ta prehod s strategijo deljenja in vladanja, a jim ni uspelo. Po vojni je West Point dobil drugačno vlogo, saj je bila tam s kongresnim zakonom leta 1802 ustanovljena vojaška akademija Združenih držav Amerike. V prvem letniku je imela deset kadetov. Najprej so se na njej šolali le topničarji in inženirji, zato je bil njen obstoj prvih nekaj let negotov. Potem je leta 1817 vodstvo prevzel major Sylvanus Thayer in začel se je oblikovati West Point, kakršnega poznamo danes.

## Opis
Posest akademije obsega skoraj 65.000 hektarjev, na njej pa se šola in vojaško usposablja približno 4000 kadetov. V majhnih razredih od 12 do 15 učencev poučujejo humanistične, družbene in vojaške vede ter fiziko in strojništvo. 

## Pogoji za vpis
Kandidati, ki jih večinoma imenujejo člani senata in spodnjega doma kongresa, morajo biti stari med 17 in 22 let, samski in telesno zdržljivi, poleg tega pa morajo izpolnjevati akademske pogoje, ki veljajo za sprejem na univerzo. Od leta 1976 sprejemajo tudi dekleta.

## Znani nekdanji kadeti
Od vojne leta 1812 so se diplomanti West Pointa junaško bojevali v vseh ameriških vojnah. Med najbolj znanimi generali so Robert Edward Lee, Ulysses Simpson Grant, John Joseph »Black Jack« Pershing, Omar Nelson Bradley, Douglas MacArthur in Dwight David Eisenhower. Kadeti, ki so zasloveli zaradi nevojaške kariere, so bili pesnik Edgar Allan Poe, slikar James McNeill Whistler ter astronavti Edwin Eugene »Buzz« Aldrin mlajši, Michael Collins in Edward Higgins White II..